# András apostol
András apostol vagy Szent András (? – 70 k.) a kereszténység szerint egyike volt a tizenkét tanítványnak, akik szem- és fültanúi lettek Jézus földi művének, majd vértanúságot szenvedtek. A Galileából származó András testvére volt Péter (Simon), akit Jézus az egyház alapjává tett meg (Petrus=kő). András istenkeresésére jellemző, hogy a Jézus szolgálatát előkészítő utolsó próféta, Keresztelő János tanítványává szegődött, majd miután szolgálata csúcsán Keresztelő János rámutatott az „Isten Bárányára” (Jézusra), András azonnal Jézus követője lett. Testvérét, Pétert is András vitte Jézushoz, s míg András a maga elhatározásából akart Jézus tanítványa lenni, addig Pétert Jézus szólította fel erre a szolgálatra. Így a két testvér otthagyta a halászéletet és háromévnyi tanítványságot vállaltak, utána pedig életük végéig tanúságot tettek szerte a világon, és Jézus Krisztus mellett életük árán is kiálltak. A keleti egyházban a jelzője „protoklétosz” (elsőként hívott), mint az első apostol, aki Jézus tanítványa lett.

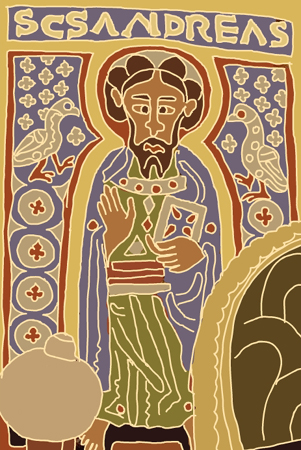
Szent András a magyar Szent Koronán, a szkíta hagyománynak megfelelő üdvözlő kéztartással

## András apostoli működése
Az evangéliumokban András apostol a józan gondolkodású, kulturálisan nyitott, tettre kész tanítvány képét jeleníti meg, s ezen természete a legendákban fennmaradt élettörténetében is kirajzolódik. Apostoli gondolkodása és tettrekészsége leginkább a kenyérszaporítás csodája alkalmával tűnik ki. Kulturális nyitottságát pedig akkor érjük tetten, amikor a Júdeában örökké fennálló idegengyűlölet ellenére szívélyes az idegen görögökhöz, ugyanis meghallgatja kérésüket, és tolmácsolja azt Isten felé.

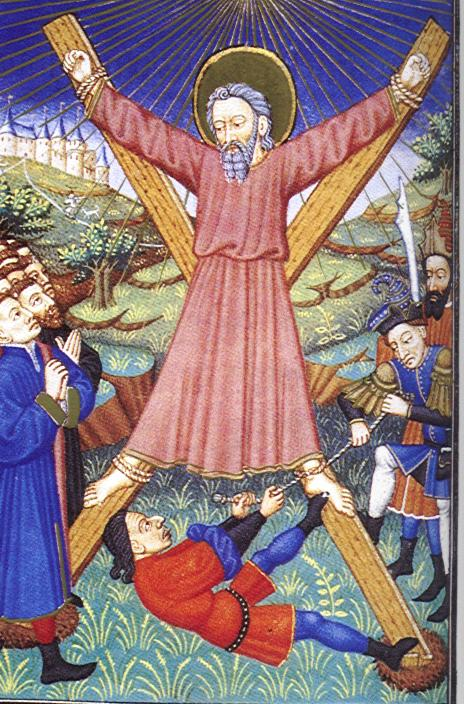
Szent András vértanúsága

Valószínűleg ezen mélyen emberséges tulajdonságainak köszönhető az is, hogy Jézus feltámadása után az isteni elhívást elsőként Kis-Ázsiában teljesíti, de nem a Pál apostol által látogatott tengerparti területeken, hanem Örményországban és Kurdisztánban, tehát a Fekete-tengertől délre eső vidékeken. Valószínűsíthető, hogy András szeretettel és nem erőszakkal végzett szolgálatának eredménye, hogy a világon először Örményországban lett államvallás a kereszténység.
Nyitottságának, megértő szemléletének köszönhetjük talán, hogy a különböző kultúrákban is képviselni tudta Jézus Krisztus evangéliumát, feltehetően nem olyan formán, hogy a számára újszerűnek tűnő kultúrára ráerőszakolta a sajátját a hozott üzenet megértése végett, hanem ő vette magára az adott kultúrát, és annak a népnek a hagyomány-elemeit használva adta tovább a jóhírt. Ennél hatékonyabb misszionáriusi módszer azóta sem létezik.
Csak ennek tudjuk tulajdonítani azt a soha felül nem múlt tettét, hogy a legendás és titokzatos szkíták is beengedték Jézus apostolát belső életükbe, miután átlépte a Dunát. A „szkíta erkölcs” és a „szkíta törvény” igen híresek voltak az ókorban, s ma már azt is tudjuk, hogy elképesztően szervezett társadalmú, magas kultúrát művelő ősi és hatalmas nép volt. De András nemcsak hogy az országukban telepedhetett le egy időre, hanem komoly mértékben részt vett Szkítia vallási életének alakításában is. András apostol, ahogy más kultúrák esetében, úgy a szkítáknál is alaposan elmerülhetett a hagyományokban, a nép Isten-hitében. Nem írnak róla sokat, pedig megilletné a dicséret az apostolt, hogy András ezzel egyedülálló dolgot kísérelt és valósított meg az egész ókort tekintve! Ezt a teljesítményt rajta kívül, csak Fülöp apostol közelítette meg, a „ló-szerető”. Ezért nevezzük Andrást és Fülöpöt máig úgy, hogy „a két szkíta-térítő”. Jellemző a szkítákra, hogy Jézus tanítványain kívül más történelmi személy nem mondhatja el magáról, hogy ilyen mélyre hatolhatott a titokzatos szkíták életébe. András apostoli műve óta keresztények a szkíták. [forrás?]
A királyi szkíták (skythai basileioi; saját nevük görögösen iyrkai, ourgoi, urogi) az i. e. 2. században elvesztették vezető szerepüket a kelet-európai pusztán. Helyüket testvérnép – a helytelenül szarmatáknak is nevezett közép-ázsiai alánok – foglalták el. A királyi szkíták népességének egy része a Krím-félszigetre, illetve a Dnyeszter és a Déli-Bug alsó szakaszának környékéhez tömörült. Kisebb birodalmuk – Μικρά Σκυθία, Scythia Minor: Kis-Szkítia (i. e. kb. 250–i. sz. kb. 200.) – neve utóbb a mai Dobrudzsa területére szállott át, ahol az i. e. 2. században szintén feltűntek. Az i. e. 111. esztendőben VI. Mithridatész pontoszi király seregeitől vereséget szenvedtek, s függetlenségük elveszett. A görögök befolyása alá kerültek – uraik görögös neve is erről tanúskodik –, majd a Római Birodalom alattvalóiként folytatták életüket. András apostol ezen szkíták között hintette el – sikeresen – a keresztény hit magvait.[forrás?]
Pál levele a kolosszébeliekhez (3: 10–11.) szintén említi eme szkítákat.
És felöltöztétek amaz új embert, melynek újulása van Annak ábrázatja szerint való ismeretre, aki teremtette azt: Ahol nincs többé görög és zsidó: körülmetélkedés és körülmetélkedetlenség, idegen, scithiai, szolga, szabad, hanem minden és mindenekben Krisztus.
Szkítiai és trákiai látogatása után András Görögországba ment, ahol megint kapcsolatba kerül a görögséggel.

## Vértanúsága
Aztán az achaiai Patrai városába ment, ahol Aegeates prokonzullal hitvitát folytatva, az uralkodó igen alacsony szellemi erényekről bizonyságot téve, a hitvitájuk végeztével börtönbe vettette, majd keresztre feszíttette 60-ban (vagy 70 körül), a legendák által tanúsított ún. „andráskeresztre” (X-formára ácsolt kereszt).
Egyházi ünnepe november 30-ára került.

## Ereklyéi
Szent Jeromos állítása szerint András ereklyéit II. Constantius parancsára 357 körül Patraiból Konstantinápolyba szállították. A szent fejét 1461-ben Palaiologosz Tamás bizánci despota II. Piusz pápának ajándékozta, az ereklyét a vatikáni régi Szent Péter bazilikában helyezték el. Ereklyéi napjainkban Patraiban találhatók, a vértanúság helyszínén, miután VI. Pál pápa 1964-ben visszaajándékozta őket a keleti egyháznak a barátság erősítése végett. A Patraiban található ereklyék a szent kisujját, koponyacsontjának tetejét, és annak a keresztnek egy darabját tartalmazzák, melyre megfeszítették.
Más templomokban is találhatóak Szent András-ereklyék: így Varsóban (Kościół św. Brata Alberta i św. Andrzeja Apostoła), Edinburghben (Roman catholic St. Mary's Cathedral), Amalfiban (Duomo di Sant'Andrea).

## Ábrázolása

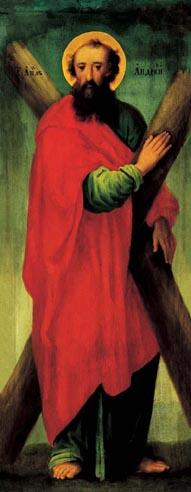
Tipikus Szent András ábrázolás andráskereszttel

Szent András ikonográfiai ábrázolása a késő középkor óta tipikusan andráskereszttel történik, amelyet vagy átfog, vagy melyre felfeszítik. A legenda szerint a saját kérésére feszítették andráskeresztre, mivel azt mondta, hogy nem méltó a Krisztuséval azonos formájú keresztre feszítésre.

## András apostol nevének jelentései
Az András (Andreas) értelme: ‚ékes’ vagy ‚válaszadó’ vagy ‚férfias’ az ander, azaz ‚férfi’ szóból; vagy András annyi mint anthroposz, azaz ‚ember’ az ama, azaz ‚fölfelé’ és a troposz, azaz ‚megfordulás’ szavakból, mintegy ‚aki fölfelé, a mennyeiek felé fordult és Teremtőjéhez egyenesedett’. Ékes volt életében, válaszadó a bölcs tanításban, férfias a szenvedésben és anthroposz a dicsőségben. Vértanúságát Achaia vagy Ázsia papjai és diákonusai írták meg, amiképpen saját szemükkel látták.(Jacobus de Voragine: Legenda Aurea)

## Neve alatt fennmaradt iratok
- András apostol cselekedetei
- András és Bertalan apostolok cselekedetei a párthusok között
- Péter és András apostolok cselekedetei